# Kim Tai-chung
Kim Tai-chung (1957 - 2011), también conocido como Kim Tae-jeong o Tong Lung (唐龙, nombre artístico chino), fue un actor profesional nacido en Corea y experto en taekwondo. En 1977, fue elegido para ser el doble de Bruce Lee en la película Game of Death, luego de que este falleciera en 1973 durante el rodaje del filme.
El carácter desempeñado de Kim como Lee era tan bueno que los productores lo utilizaron de nuevo años más tarde. En la película Game of Death II, Kim no sólo dobló nuevamente al personaje de Bruce Lee, tambien hizo el papel de su hermano. En esta película Kim luchó en contra de Hwang Jang-lee en la escena de la pelea final. 
En 1982, Kim protagonizó junto a Lee Siu Ming un actor de aspecto similar a Jackie Chan en Fist of Death (también conocida como Jackie and Bruce to the Rescue) donde interpretaron a 2 personajes simalares a los de Bruce Lee y Jackie Chan. En 1985, el productor Ng See-yuen estaba buscando un actor para interpretar el fantasma de Bruce Lee en Retroceder Nunca Rendirse Jamás , que marcó el debut en el cine de Jean-Claude Van Damme. Kim fue elegido para representar a Lee en donde entrena al personaje de Kurt McKinney. Después de esta película, Kim volvió a Corea, donde fue un hombre de negocios. 
En 2008, Kim hizo una rara aparición pública en Corea como parte de una proyección deSeñorita, por favor sea paciente (아가씨 참으 세요), 2413 La Puchon Internacional de Cine Fantástico Historia del Festival: Señorita, por favor sea paciente] Obtenido el 22 de julio de 2009. que había sido originalmente lanzado en 1981. Kim había jugado un papel principal en esa película.
Falleció el 27 de agosto de 2011 a consecuencia de una hemorragia estomacal interna a la edad de 54 años.

## Filmografía
- Game of Death (1978)
- Game of Death II (1981)
- Fist Of Death (1982)
- Retroceder Nunca Rendirse Jamás (1985)

- Datos: Q1279627